# Храм святих безсрібеників Козьми і Дем'яна (Львів)

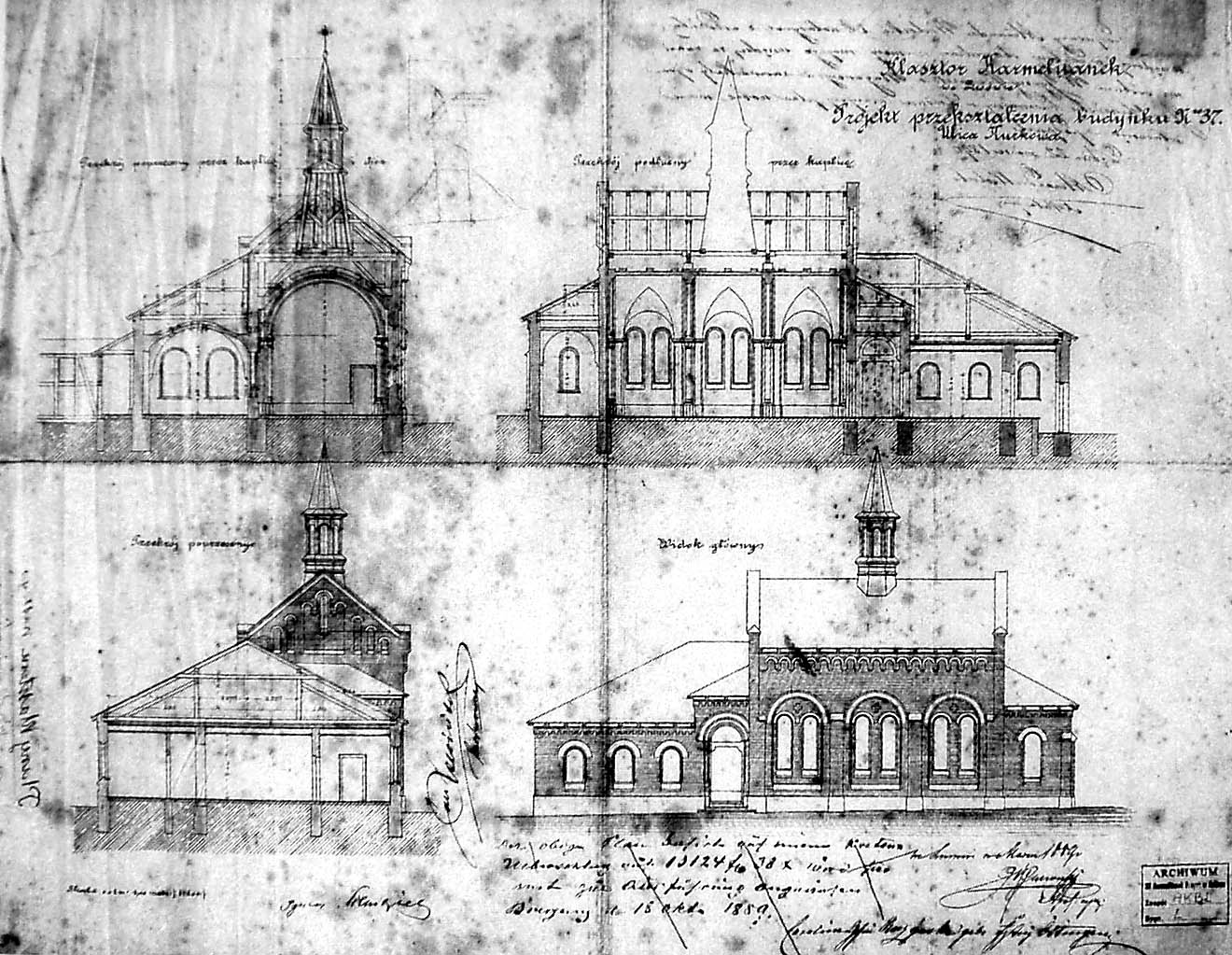
Проєкт першої черги архітектора Юзефа Каетана Яновського (1889 рік). Монастир наразі одноповерховий

Церква святих безсрібеників Козьми́ і Дем'я́на — чинна церква УГКЦ на вулиці Лисенка, 45 у Львові. Колишній костел Матері Божої Неустанної Помочі при монастирі кармеліток, а пізніше — францисканок. Монастирський комплекс внесений до реєстру пам'яток архітектури місцевого значення під охоронним № 1625-м.

## Розташування

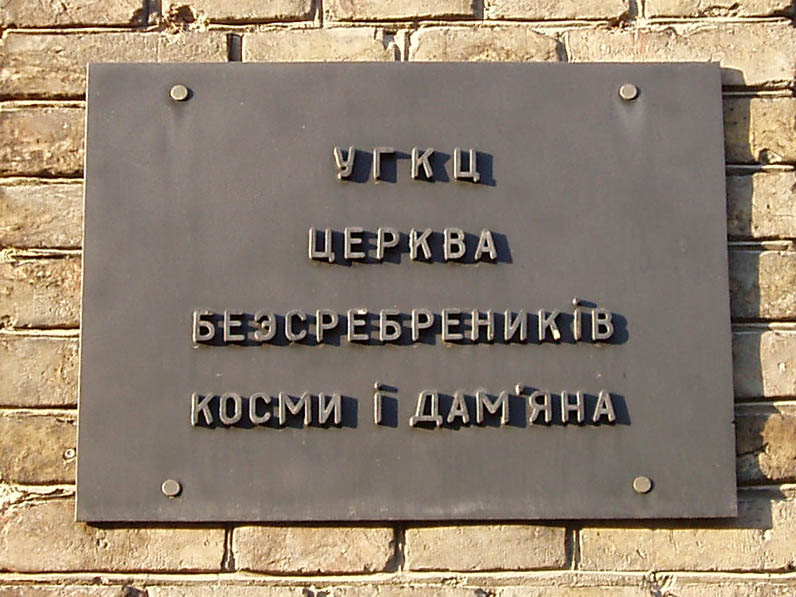

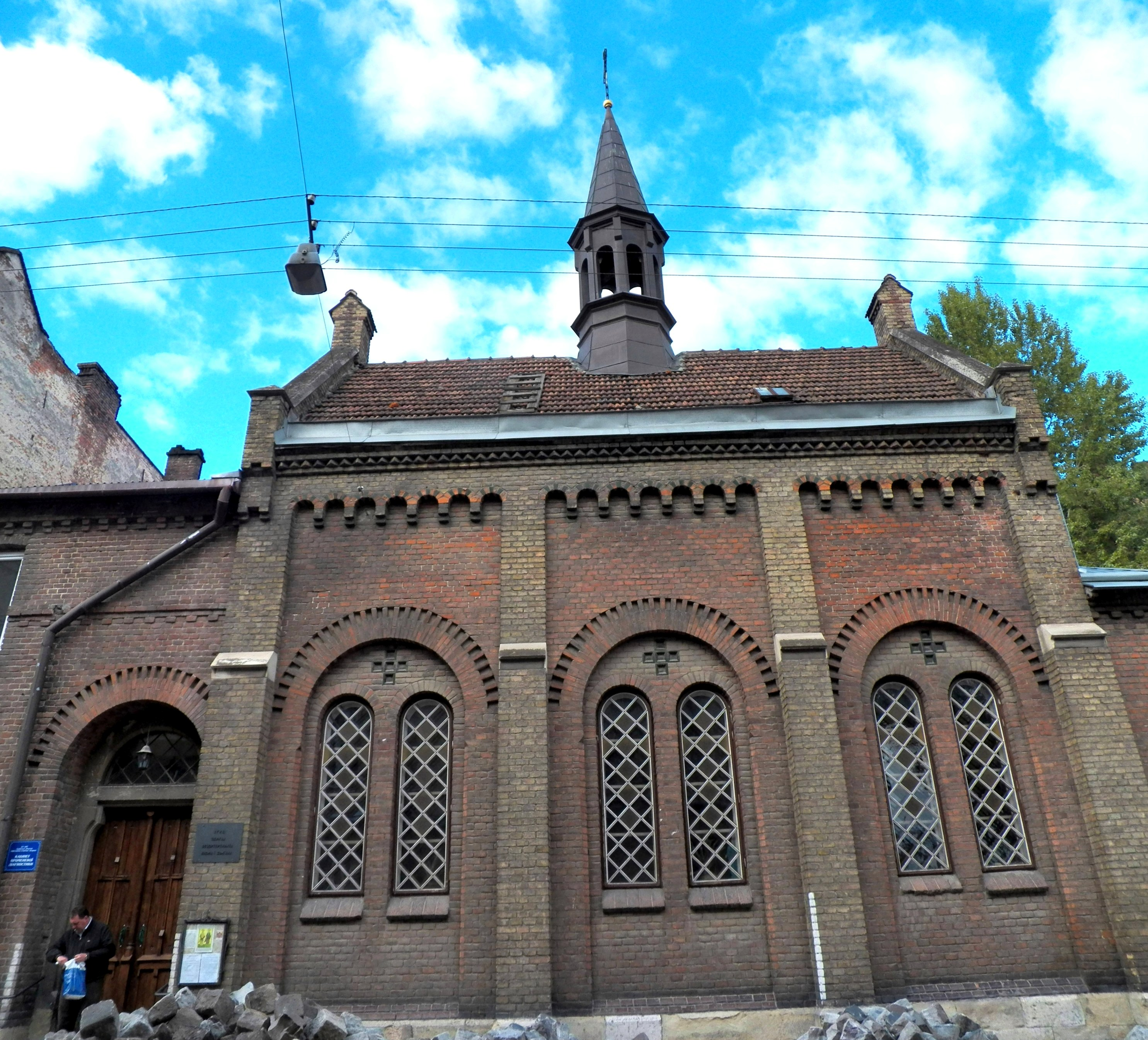

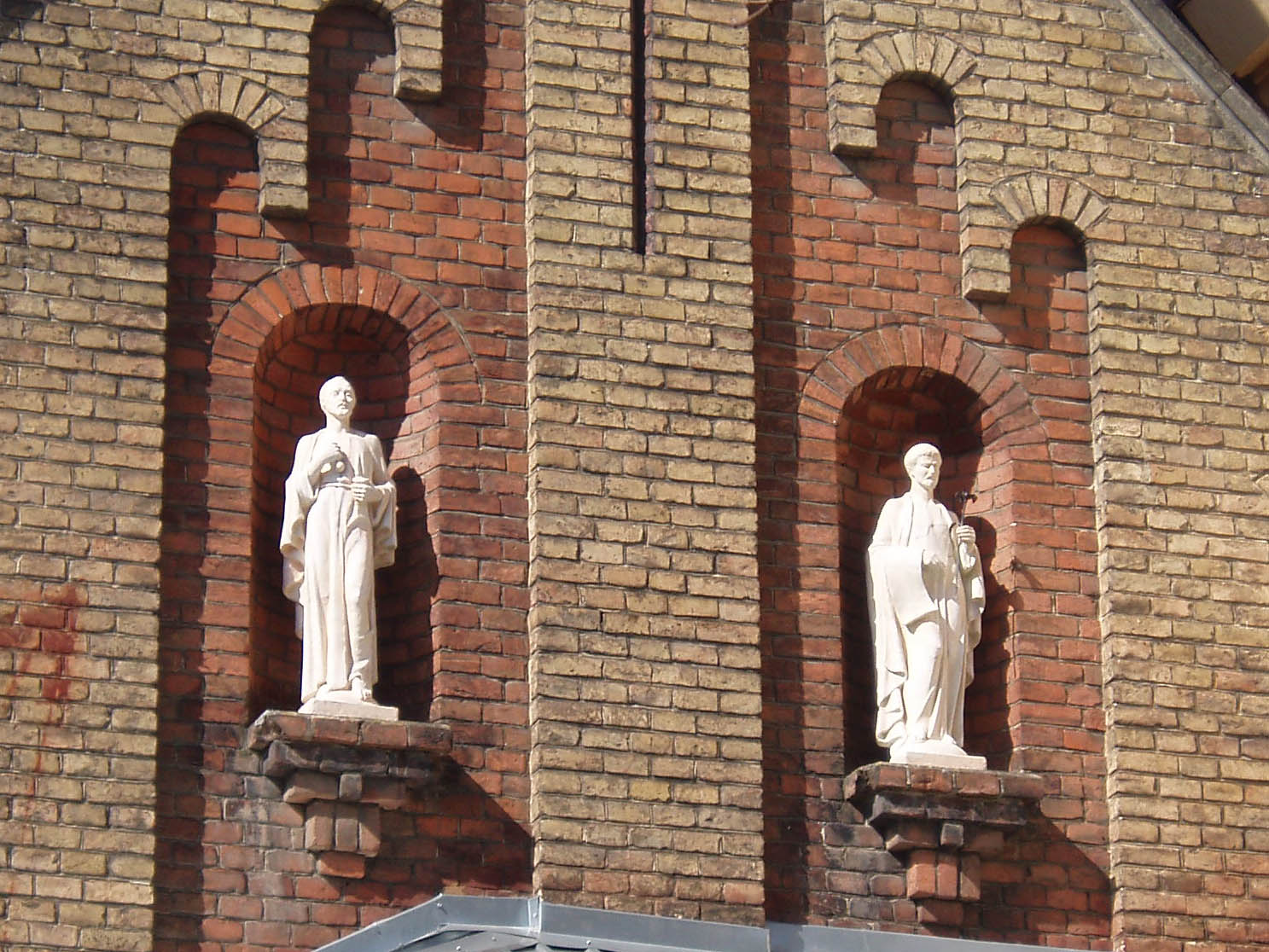
Фігури святих Косми і Дам'яна на фасаді церкви

Колишній монастирський комплекс розташований з непарного боку вулиці Лисенка (№ 45) на схилі гори. До 1912 року монастир мав адресу — вул. Куркова, 37, а також паралельно — конскрипційний № 56 4/4. Ділянка під будівлями частково вирівняна. Зі сторони вулиці влаштовано в'їзд через браму. 

## Історія

### Кармелітки
1875 року влада Пруссії ліквідувала монастир кармеліток босих у Познані. Черниці тимчасово оселились у Кракові в будинку на вулиці Лобзовській. Дім виявився надто тісним і це стало причиною переселення до будинку у Величці поблизу Кракова. Спільнота однак не поповнювалася. Ймовірною причиною було те, що неподалік, у самому Кракові на той час вже існували два монастирі кармеліток. 1886 року графиня Кароліна Рачинська з дому Оттінген-Валлерштайн звернулась до кармеліток із пропозицією оселити їх у Львові. 5 лютого 1888 року Рачинська разом з чоловіком Карлом-Едвардом купила ділянку на вулиці Курковій (нині вул. Лисенка), де вже стояли два муровані будинки. Коштом Рачинських їх переобладнано на тимчасовий монастир і збудовано невелику каплицю. Кармелітки заселились 31 липня 1888 року. Незабаром Рачинська вирішила розбудувати існуючий монастир і уже у 1889 році Юзеф Каетан Яновський розробив проєкт перебудови, котрий наступного року був реалізований. 24 серпня 1891 року отець Єронім (Готті) освятив церкву і монастир.
Кармелітки розмістили у церкві ікону Матері Божої Неустанної помочі. Ікона дістала славу чудотворної і це притягувало усе більше вірних. Цей факт, а також швидке зростання згромадження, призвели до того, що приміщення монастиря і церква виявилися замалими. Відтак було куплено ділянку для нового монастиря при вулиці Кшижовій (нині вул. Генерала Чупринки, 70). 6 вересня 1886 року кармелітки переселилися у новий монастир, що перебував на стадії будівництва.

### Францисканки
Подальша історія монастиря пов'язана із орденом «Францисканок родини Марії», утвореним 1857 року. Засновником ордену був архієпископ Зигмунт Щенсний Фелінський. 1891 року орден переведено на терени Львівської архідієцезії до с. Дзвинячка (нині Борщівський район, Тернопільської обл.). Після смерті Фелінського у 1895 році, згромадження не мало власного священика і черниці були змушені приступати до причастя у отців василіян у сусідній Михайлівці. З цієї причини було вирішено перенестись до Львова. Від 1893 року орденові належав великий будинок у Львові на вул. Солодовій, пожертвуваний Марією Чарковською Голейовською, куди було переселено згромадження. Новіціат тимчасово розміщено у Монастирі бенедиктинок. 1897 року черниці придбали монастир на нинішній вулиці Лисенка, полишений сестрами кармелітками. Того ж року проведено ремонт. 1903 року здійснено розбудову монастиря. У 1926 році до монастиря перенесено головне управління ордену. 1939 року під час зайняття Львова радянськими військами, околиці вулиці Куркової інтенсивно обстрілювано, однак монастир залишився неушкодженим. Відразу після цього припинено діяльність новіціату. 1944 сестри перенесли архів і найцінніші речі монастиря у Варшаву, де вони згоріли того ж року під час Варшавського повстання. Почато поступову евакуацію францисканок у інші монастирі цього ордену в центральній Польщі. У квітні 1946 року останні черниці покинули монастир.

### Після 1946 року
Літургійне спорядження було вивезене черницями до головного дому францисканок у Варшаві на вул. Желязній, а також до монастирів у Шамотулах, Познані і Мшані-Дольній. Частину спорядження черницями спалено, частину закопано у подвір'ї монастиря.
Радянська влада розмістила в монастирі інфекційну лікарню, а в церкві влаштовано червоний куток, в котрому працівники і пацієнти могли поглиблювати свої знання комуністичної доктрини. 1998 року працівники лікарні вирішили повернути церкві сакральну функцію. Храм було освячено як греко-католицьку церкву безсребреників Косми і Дам'яна. Капелан — Олег Москаль.
16 березня 2024 року, на фасаді храму безсребреників Косми і Дам'яна, відкрили та освятили меморіальну таблицю Блаженнішому Любомиру Гузару, патріарху-предстоятелю Української греко-католицької церкви, почесному громадянину та уродженцю Львова. Саме у цьому храмі весною 1933 року охрестили Блаженнішого Любомира. Чин благословення пам'ятної таблиці звершив глава УГКЦ Блаженніший Патріарх Святослав. Також Блаженніший Патріарх Святослав освятив катехитичний клас імені Любомира Гузара, який відкрили при храмі.

## Архітектура
Комплекс складається із власне монастиря, невеликої церкви та колишнього монастирського саду. У наш час планування приміщень дещо змінене, зокрема замуровані переходи з церкви до колишнього монастиря.
Виразним стилістично є лише фасад зі сторони вулиці, стиль котрого класифікують як історизм (неороманський стиль з елементами неоготики). Також вживається таке визначення, як «Аркадовий стиль». Дуже помітним є прагнення архітектора стилістично пов'язати монастирський комплекс із вже існуючою на цих теренах будівлею Монастиря францисканок (архітектор Юліан Захаревич), котрий розташовувався на той час по-сусідству (нині їх розділяє житловий будинок кінця XIX століття ). Подвійні вікна під архівольтом, є по-суті скопійованими до деталей із аналогічних вікон на першому поверсі монастиря францисканок. Цікавим є факт, що Юзеф Каетан Яновський входив до комісії, що вела нагляд за будівництвом сусіднього монастиря кільканадцять років перед тим.

### Церква
Будівля церкви однонавна, однооб'ємна, трипряслова, зорієнтований на осі схід-захід. Виходить на вулицю бічним (південним) фасадом. Збудований з цегли, зовні нетинькований. Нава перекрита циркульним склепінням з люнетами, захристя — хрестовим. Зі сходу примикає захристя, із заходу — притвор. Обидва за шириною дорівнюють церкві, однак захристя значно нижче. Дах каплиці двоспадовий, критий черепицею. Увінчаний восьмигранною бляшаною сиґнатуркою із хрестом. Захристя крите бляхою.
Фасад декорований за рахунок цегли двох кольорів (звичайної теракотової і жовто-охристої). Розділений на три секції контрфорсами, що вгорі переходять у лізени. У кожній секції влаштовано по два вузьких вікна із півциркульними завершеннями і скошеними цегляними парапетами. Кожна пара таких вікон згрупована під півциркульним архівольтом, утвореним заглибленнями в цегляній кладці. Верх фасаду увінчаний неоготичною аркадою, із застосуванням звичайної цегли і темної, вкритої ледь зеленкавою поливою. Деякі елементи фасаду виконано з пісковика. Оскільки фасадом церкви є бічна стіна, то вхід з вулиці влаштований також через бічну стіну притвору.

### Інтер'єр церкви
Первинні розписи втрачені і замінені новими з кінця XX століття. Зберігся дерев'яний лакований вівтар 1897 року. До монастиря у Варшаві потрапили вівтарні скульптури, а також ікона Матері Божої Неустанної Помочі. 6 вітражів зі слідами сецесійної стилізації дозволяють припустити їхнє походження із першої третини XX століття. Нині знаходяться у монастирі в Познані. До монастиря в Шамотулах вивезено вітраж із зображенням Святої Родини, що увінчував вівтар та ікони із зображенням Матері Божої Ченстоховської і Втечі до Єгипту.

### Монастирські приміщення
Монастир примикає до церкви з північної сторони. Початковий проєкт Юзефа Каетана Яновського передбачав невеликий одноповерховий будинок монастиря, що безпосередньо примикав з півночі і заходу до церкви. Притвор церкви слугував водночас і входом до монастиря. Частина фасаду виходила на вулицю Лисенка. Протягом першої третини XX століття, монастир багаторазово добудовано. Розширено на одну вісь фасадну частину і з'явився ще один поверх первинної будівлі монастиря, додатково зведено східне і північне крило. Конкретні роки і автори проєктів не відомі. В архівних джерелах збереглися дані лише про одну з перебудов, проведену 1903 року.
Зі сторони вулиці монастир двоповерховий із додатковим окремим входом. На першому поверсі два вікна із півциркульними завершеннями, на другому поверсі — три прямокутних. Внутрішнє планування передбачало три кімнати. Східне крило прямокутне, видовжене в напрямку із півдня на північ. Цегляне, тиньковане. Вкрите двоспадовим бляшаним дахом. Складається із п'ятьох секцій, котрі різняться за плануванням, висотою і поверховістю, а також кількістю осей. Екстер'єр стилістично не пов'язаний із церквою. Північне крило одноповерхове з вікнами лише у двір, вкрите односпадовим дахом.